# Гуиз
Гуи́з (фр. Gouise) — коммуна во Франции, находится в регионе Овернь. Департамент коммуны — Алье. Входит в состав кантона Нёйи-ле-Реаль. Округ коммуны — Мулен.
Код INSEE коммуны — 03124.

## Население
Население коммуны на 2008 год составляло 224 человека.
| 1962 | 1968 | 1975 | 1982 | 1990 | 1999 | 2008 |
| ---- | ---- | ---- | ---- | ---- | ---- | ---- |
| 282  | 291  | 227  | 193  | 220  | 216  | 224  |

## Экономика
В 2007 году среди 149 человек в трудоспособном возрасте (15—64 лет) 109 были экономически активными, 40 — неактивными (показатель активности — 73,2 %, в 1999 году было 75,6 %). Из 109 активных работали 104 человека (64 мужчины и 40 женщин), безработных было 5 (3 мужчин и 2 женщины). Среди 40 неактивных 17 человек были учениками или студентами, 10 — пенсионерами, 13 были неактивными по другим причинам.